# لوئیزا داولیویرا
لوئیزا داولیویرا (زاده ۶ اکتبر ۱۹۸۶) هنرپیشه زن اهل کانادا است که در فیلم‌هایی همچون ۵۰/۵۰ (۲۰۱۱)، پرسی جکسون و المپ‌نشینان: دزد صاعقه (۲۰۱۰) و ترک خورده (۲۰۱۳) بازی کرده‌است. او همچنین به دلیل بازی در نقش ایموری در ۱۰۰ نفر در شبکه تلویزیونی سی‌دابلیو شناخته شده‌است.

## زندگی‌نامه
داولیویرا که در ونکوور، بریتیش کلمبیا متولد شد، قبل از حضور در دانشگاه برای یک سال تحصیل در رشته علوم، در چندین فیلم دانشجویی بازی کرد. پس از مدتی، او به بازیگری بازگشت و گفت: "این فقط به اندازه کافی خلاقانه نبود (من خیلی سریع راه بازیگری را پیدا کردم)".
وی نژادی پرتغالی، چینی، فرانسوی، اسکاتلندی و ایرلندی دارد.

## فیلم‌شناسی

### فیلم‌های
| سال  | عنوان                                | نقش               | یادداشت    |
| ---- | ------------------------------------ | ----------------- | ---------- |
| ۲۰۰۷ | دریچه                                | الیزابت           | فیلم کوتاه |
| ۲۰۰۹ | شکننده                               | آنا               | فیلم کوتاه |
| ۲۰۰۹ | هنرمند جدایی                         | ماریسا            |            |
| ۲۰۱۰ | پرسی جکسون و المپیک‌ها: دزد صاعقه     | دختر افرودیت      |            |
| ۲۰۱۱ | ۵۰/۵۰                                | آگابل لوگنبورگن   |            |
| ۲۰۱۱ | Alvin and the Chipmunks: Chipwrecked | تسا               |            |
| ۲۰۱۲ | بسته‌بندی                             | مسئول پذیرش       |            |
| ۲۰۱۴ | چه چیزی شما را نمی‌کشد                | افسر پلیس شماره ۱ | فیلم کوتاه |
| ۲۰۱۵ | به پیچ و خم گریزلی                   | زوئی              |            |

### تلویزیون
| سال           | عنوان              | نقش                     | یادداشت                                    |
| ------------- | ------------------ | ----------------------- | ------------------------------------------ |
| ۲۰۰۸          | ماوراuralالطبیعه   | جنی                     | قسمت: "این کدو تنبل بزرگ است، سام وینچستر" |
| ۲۰۰۸          | نگهبان             | کیرا                    | قسمت: "مشت باران"                          |
| ۲۰۰۹          | روانی              | سیسی                    | قسمت: "سه شنبه هفدهم"                      |
| ۲۰۰۹          | جویندگان طوفان     | پالوما                  | فیلم تلویزیونی                             |
| ۲۰۰۹          | غریبه با چهره من   | نات کلسون               | فیلم تلویزیونی                             |
| ۲۰۰۹          | همسر خوب           | ساندرا پای              | قسمت: "خلبان"                              |
| ۲۰۰۹          | یخ تابان           | اشلی                    | فیلم تلویزیونی                             |
| ۲۰۰۹          | گربه گربه‌ها        | مردیت                   | قسمت: "بیاد کی"                            |
| ۲۰۱۱          | به حصیر            | الیزابت ساتکلیف         | فیلم تلویزیونی                             |
| ۲۰۱۱          | ترور زیر           | کیت                     | فیلم تلویزیونی؛ نام اصلی بذرهای نابودی است |
| ۲۰۱۱          | دایره مخفی         | سیمون                   | قسمت: "بیدار شو"                           |
| ۲۰۱۱          | چرخان فضایی        | مگان مک گرگور           | فیلم تلویزیونی؛ عنوان اصلی "Mega Cyclone"  |
| ۲۰۱۲          | ژنده پوش           | MTV VJ                  | فیلم تلویزیونی                             |
| ۲۰۱۲          | انتخاب             | فیونا کاستلی            | خلبان تلویزیون فروش نیافته                 |
| ۲۰۱۳          | ترک خورده          | کارآگاه Poppy Wisnefski | نقش اصلی؛ ۲۱ قسمت                          |
| ۲۰۱۴          | آبی تازه‌کار        | اسی                     | قسمت: رفتن به زیر                          |
| ۲۰۱۵ – تاکنون | ۱۰۰The             | اموری                   | نقش تکراری (فصل ۲ تاکنون)، ۲۴ قسمت         |
| ۲۰۱۵          | انگیزه             | ماریا اسنو              | نقش تکرار شونده (فصل ۳)، ۱۰ قسمت           |
| ۲۰۱۶          | کانال صفر: غار شمع | امی ولش                 | نقش اصلی؛ ۶ قسمت                           |
| ۲۰۱۹          | منطقه گرگ و میش    | گریس نیو                | قسمت: «عقرب آبی»                           |
| ۲۰۱۹          | دختر فوق‌العاده     | النا تورس / نفس گیر     | نقش مهمان؛ ۲ قسمت                          |

### بازی‌های ویدیویی
| سال  | عنوان     | نقش              | یادداشت  |
| ---- | --------- | ---------------- | -------- |
| ۲۰۱۸ | Far Cry 5 | معاون جوی هادسون | صدا گزار |

## جوایز و نامزدها
| سال  | جایزه      | نتیجه     | دسته‌بندی         | سلسله     |
| ---- | ---------- | --------- | ---------------- | --------- |
| ۲۰۱۴ | جایزه UBCP | نامزد شده | بهترین بازیگر زن | ترک خورده |